# HD 163755
HD 163755，又名CD-3015035，SAO 、HR 6693，是一颗恒星，视星等为5.16，位于銀經0.36，銀緯-3.19，其B1900.0坐标为赤經17h 52m 39.9s，赤緯-30° -3.19′ 34″。